# Borys Martos
Pour les articles homonymes, voir Martos.
Borys Mykolaïovytch Martos (en ukrainien : Борис Миколайович Мартос) né le 1er juin 1879 (calendrier gregorien) / 20 mai 1879 (calendrier julien) à Hradyzk (Empire russe) et mort le 19 octobre 1977 à Bound Brook (États-Unis), est un économiste et homme d'État ukrainien, président du Conseil des ministres et ministre des Finances de la république populaire ukrainienne en 1919.

## Biographie
Étudiant à l'Université de Kharkiv, Borys Martos fut actif au sein de la Hromada et du Parti révolutionnaire ukrainien. Pour ces activités politiques, il fut arrêté à trois reprises. En 1905, il rejoint le Parti ouvrier social-démocrate ukrainien et s'impliqua dans le mouvement révolutionnaire à Kharkiv et à Lioubotyn. Il ne fut pas autorisé à enseigner malgré l'acquisition d'un diplôme le lui permettant en 1908. Il travailla alors comme instructeur de coopérative en Volhynie de 1910 à 1911, comme directeur financier puis comme inspecteur des coopératives de la région de Poltava de 1913 à 1917.

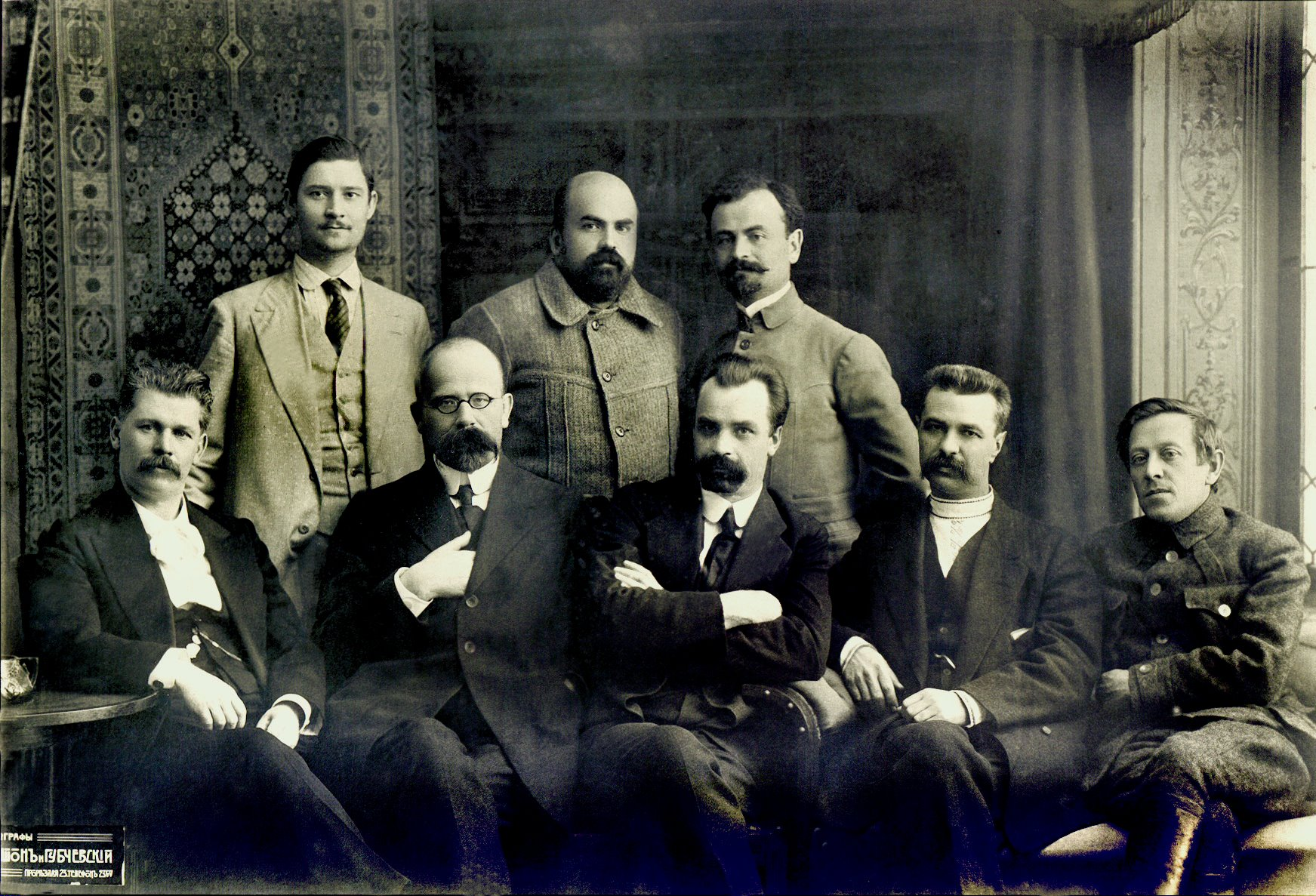
En 1917 avec Symon Petlioura, Volodymyr Vynnytchenko et Sergueï Yefremov.

Pendant la période révolutionnaire, il devint membre de la Rada centrale. À la suite de l'accession au pouvoir de l'hetman Pavlo Skoropadsky, il se retira de la vie politique et se consacra au mouvement des coopératives. Borys Martos enseigna à l'Institut du commerce de Kiev. Durant la période du Directoire d'Ukraine de la république populaire ukrainienne, il servit dans le cabinet Volodymyr Tchekhivsky en tant que ministre de l'approvisionnement alimentaire et devint ensuite premier ministre et ministre des finances d'avril à août 1919. En 1920 il émigra et finalement s'installa à Prague. Borys Martos y dirigea le bureau d'un comité ukrainien civique. Après la Seconde Guerre mondiale, il s'installa à Munich. En 1958 il émigra aux États-Unis, où il donna des cours dans un Institut ukrainien. Borys Martos écrit de nombreux ouvrages sur les coopératives. Une collection d'articles de ce dernier sur le mouvement national ukrainien fut publié par la Société Scientifique Chevtchenko en 1989. Il fut lui-même membre de cette société à partir de 1948.